# Jayvon Graves
Jayvon Graves (Canton, Ohio, 29 de diciembre de 1998) es un jugador de baloncesto estadounidense que juega en el BC Rytas de la LKL, la primera división del baloncesto lituano. Con 1,91 metros de estatura, juega en la posición de base.

## Trayectoria deportiva

### Universidad
Es un base formado en St. Vincent–St. Mary High School de Akron, Ohio, antes de ingresar en 2017 en la Universidad de Búfalo, situada en Búfalo, Nueva York, donde jugaría durante cuatro temporadas en la NCAA con los Buffalo Bulls.

#### Estadísticas
| Año     | Equipo  | PJ  | PT | MPP  | %TC  | %3P  | %TL  | RPP | APP | ROB | TPP | PPP  |
| ------- | ------- | --- | -- | ---- | ---- | ---- | ---- | --- | --- | --- | --- | ---- |
| 2017–18 | Buffalo | 36  | 1  | 16.3 | .380 | .325 | .600 | 2.3 | 1.0 | .5  | .8  | 5.1  |
| 2018–19 | Buffalo | 36  | 35 | 24.9 | .457 | .372 | .625 | 4.2 | 1.9 | .8  | .8  | 9.7  |
| 2019–20 | Buffalo | 32  | 32 | 34.4 | .426 | .360 | .647 | 5.4 | 2.5 | 1.2 | .7  | 17.1 |
| 2020–21 | Buffalo | 25  | 25 | 34.4 | .409 | .281 | .575 | 6.1 | 3.8 | 1.4 | .9  | 14.2 |
| Total   | Total   | 129 | 93 | 26.7 | .422 | .340 | .615 | 4.3 | 2.2 | .9  | .8  | 11.1 |

### Profesional
Tras no ser drafteado en 2021, el 27 de octubre de 2021, Graves se unió a los Austin Spurs para disputar la NBA G League.
El 30 de julio de 2022, Graves firmó con CSP Limoges de la LNB Pro A.
El 3 de julio de 2023, fichó por el MHP Riesen Ludwigsburg de la Basketball Bundesliga.
El 25 de julio de 2024 fichó por el BC Rytas de la LKL, la primera división del baloncesto lituano.